# Гречаные Поды
Гречаные Поды (укр. Гречані Поди, до 2016 года — Розы Люксембург) — село,
Розылюксембургский сельский совет,
Широковский район,
Днепропетровская область,
Украина.
Код КОАТУУ — 1225885701. Население по переписи 2024 года составляло 540 человека.
Является административным центром Розылюксембургского сельского совета, в который, кроме того, входят сёла
Калиновка,
Красный Под,
Миролюбовка,
Свистуново и
Трудолюбовка.

## Географическое положение
Село Гречаные Поды находится на расстоянии в 1,5 км от села Калиновка, в 2,5 км от села Красный Под так же в 7 км (по дороге) от села Радушное.

## История
- Бывшая немецкая колония Ней-Либенталь.

## Экономика
- КП «Дар».
- ЧАФ «Нийоля».
- ООО «АФ Юг-Зернотрейд».

## Объекты социальной сферы
- Школа.
- Дом культуры.
- Детская площадка
- Спортивная площадка
- Мемориал памяти погибших во Второй Мировой Войне
- Детский сад